# Kavkaška veverica
Kavkaška veverica, (znanstveno ime Sciurus anomalus) je vrsta pravih veveric, ki je razširjena po mešanih gozdovih jugozahodne Azije. 
Vrsto naj bi leta 1778 prvi opisal Johann Friedrich Gmelin v 13. izdaji Systema Naturae, in jo poimenoval Sciurus anomalus. Nekateri avtorji temu oporekajo in opis vrste umeščajo v leto 1788, in kot avtorja navajajo Johanna Antona Güldenstädta , ki naj bi vrsto opisal leta 1785.

## Opis
Kavkaška veverica doseže dolžino med 32 in 36 cm, vključno s 13 do 18 cm dolgim repom. Običajno tehta med 250 in 410 grami. Barva kožuha na zgornji strani telesa variira med sivkasto rjavo in bledo sivo, odvisno od podvrste, spodnja stran telesa je rjavkasta do rumenkasta, rep pa je rumeno rjave do rdeče barve. Kremplji so za veverice relativno kratki. Samice imajo osem ali deset seskov.

## Podvrste
Priznane so tri podvrste kavkaške veverice:
- S. a. anomalus - Turčija in Kavkaz
- S. a. pallescens - gorovje Zagros, od jugovzhodne Turčije do Irana
- S. a. syriacus - Libanon, Sirija, Izrael in Jordanija